# Diferenças globais entre gêneros

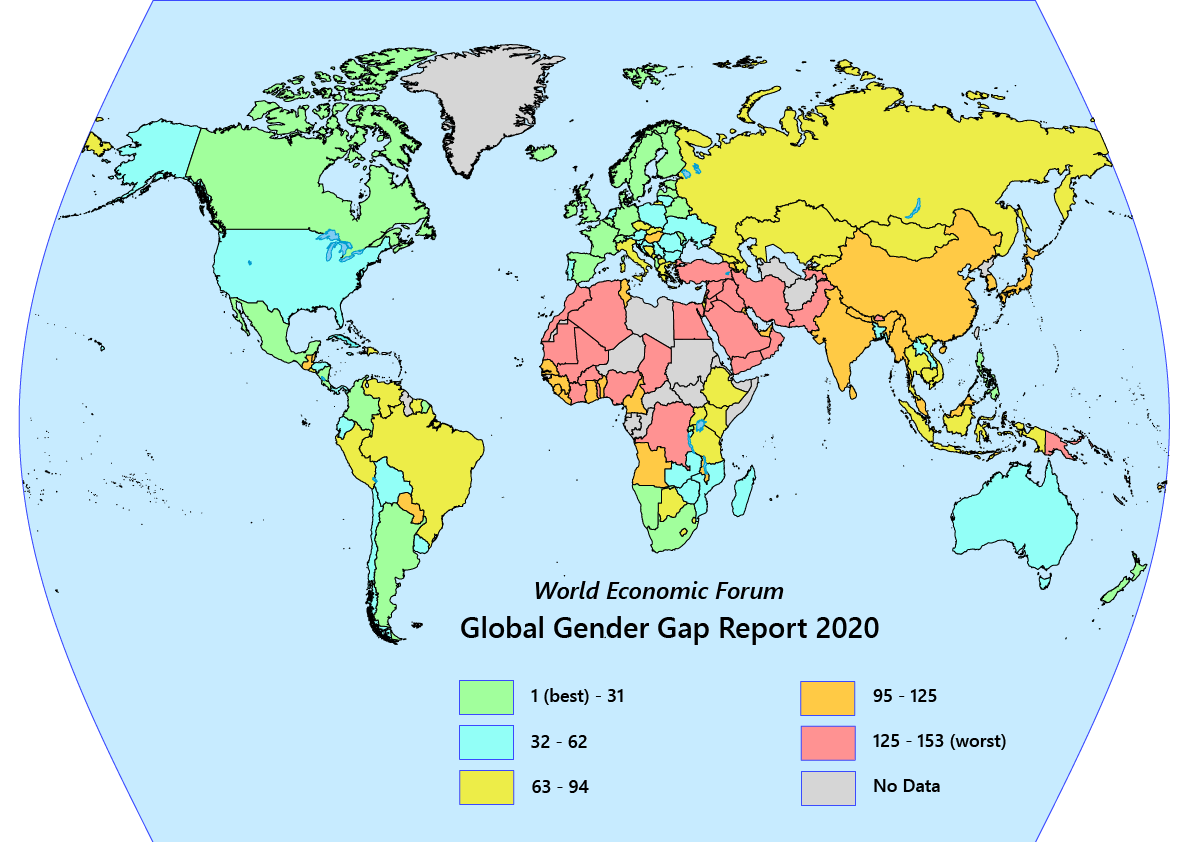
Mapa das Diferenças Globais entre Gêneros em 2020.

Diferenças Globais entre Gêneros é um ranking de igualdade de gênero publicado pelo Fórum Econômico Mundial desde 2006. A paridade entre homens e mulheres nas variáveis Participação e Oportunidade Econômica, Educação, Capacitação Política, e Saúde e Sobrevivência são analisadas e geram uma nota de 0 a 1 (1 sendo plena igualdade).

## Ranking
A tabela está organizada em ordem alfabética de acordo com o ranking de 2012. Os dados de alguns países não estão disponíveis.
| Pais                   | Região                 | 2006   | 2007   | 2008   | 2009   | 2010   | 2011   | 2012   | 2013   | 2014   |
| ---------------------- | ---------------------- | ------ | ------ | ------ | ------ | ------ | ------ | ------ | ------ | ------ |
| Albânia                | Europa                 | 0.6607 | 0.6685 | 0.6591 | 0.6601 | 0.6726 | 0.6748 | 0.6655 | 0.6412 | 0.6869 |
| Argélia                | África                 | 0.6018 | 0.6068 | 0.6111 | 0.6119 | 0.6052 | 0.5991 | 0.6112 | 0.5966 | 0.6182 |
| Angola                 | África                 | 0.6039 | 0.6034 | 0.6032 | 0.6353 | 0.6712 | 0.6624 | N/A    | 0.6659 | 0.6311 |
| Argentina              | América do Sul         | 0.6829 | 0.6982 | 0.7209 | 0.7211 | 0.7187 | 0.7236 | 0.7212 | 0.7195 | 0.7317 |
| Armênia                | Eurásia                | N/A    | 0.6651 | 0.6677 | 0.6619 | 0.6669 | 0.6654 | 0.6636 | 0.6634 | 0.6622 |
| Austrália              | Oceania                | 0.7163 | 0.7204 | 0.7241 | 0.7282 | 0.7271 | 0.7291 | 0.7294 | 0.7390 | 0.7409 |
| Áustria                | Europa                 | 0.6986 | 0.7060 | 0.7153 | 0.7031 | 0.7091 | 0.7165 | 0.7391 | 0.7437 | 0.7266 |
| Azerbaijão             | Eurásia                | N/A    | 0.6781 | 0.6856 | 0.6626 | 0.6446 | 0.6577 | 0.6546 | 0.6582 | 0.6753 |
| Bahamas                | América do Norte       | N/A    | N/A    | N/A    | 0.7179 | 0.7128 | 0.7340 | 0.7156 | 0.7128 | 0.7269 |
| Bahrein                | Oriente Médio          | 0.5894 | 0.5931 | 0.5927 | 0.6136 | 0.6217 | 0.6232 | 0.6298 | 0.6334 | 0.6261 |
| Bangladesh             | Ásia                   | 0.6270 | 0.6314 | 0.6531 | 0.6526 | 0.6702 | 0.6812 | 0.6684 | 0.6848 | 0.6973 |
| Barbados               | América do Norte       | N/A    | N/A    | 0.7188 | 0.7236 | 0.7176 | 0.7170 | 0.7232 | 0.7301 | 0.7289 |
| Bélgica                | Europa                 | 0.7078 | 0.7198 | 0.7163 | 0.7165 | 0.7509 | 0.7531 | 0.7652 | 0.7684 | 0.7809 |
| Belize                 | América do Norte       | N/A    | 0.6426 | 0.6610 | 0.6636 | 0.6536 | 0.6489 | 0.6465 | 0.6449 | 0.6701 |
| Benim                  | África                 | 0.5780 | 0.5656 | 0.5582 | 0.5643 | 0.5719 | 0.5832 | 0.6258 | 0.5885 | N/A    |
| Butão                  | Ásia                   | N/A    | N/A    | N/A    | N/A    | N/A    | N/A    | N/A    | 0.6651 | 0.6364 |
| Bolívia                | América do Sul         | 0.6335 | 0.6574 | 0.6667 | 0.6693 | 0.6751 | 0.6862 | 0.7222 | 0.7340 | 0.7049 |
| Botswana               | África                 | 0.6897 | 0.6797 | 0.6839 | 0.7071 | 0.6876 | 0.6832 | 0.6744 | 0.6752 | 0.7129 |
| Brasil                 | América do Sul         | 0.6543 | 0.6637 | 0.6737 | 0.6695 | 0.6655 | 0.6679 | 0.6909 | 0.6949 | 0.6941 |
| Brunei Darussalam      | Ásia                   | N/A    | N/A    | 0.6392 | 0.6524 | 0.6748 | 0.6787 | 0.6750 | 0.6730 | 0.6719 |
| Bulgária               | Europa                 | 0.6870 | 0.7085 | 0.7077 | 0.7072 | 0.6983 | 0.6987 | 0.7021 | 0.7097 | 0.7444 |
| Burkina Faso           | África                 | 0.5854 | 0.5912 | 0.6029 | 0.6081 | 0.6162 | 0.6153 | 0.6455 | 0.6513 | 0.6500 |
| Burundi                | África                 | N/A    | N/A    | N/A    | N/A    | N/A    | 0.7270 | 0.7338 | 0.7397 | 0.7565 |
| Camboja                | Ásia                   | 0.6291 | 0.6353 | 0.6469 | 0.6410 | 0.6482 | 0.6464 | 0.6457 | 0.6509 | 0.6520 |
| Camarões               | África                 | 0.5865 | 0.5919 | 0.6017 | 0.6108 | 0.6110 | 0.6073 | 0.6291 | 0.6560 | N/A    |
| Canadá                 | América do Norte       | 0.7165 | 0.7198 | 0.7136 | 0.7196 | 0.7372 | 0.7407 | 0.7381 | 0.7425 | 0.7464 |
| Cabo Verde             | África                 | N/A    | N/A    | N/A    | N/A    | N/A    | N/A    | 0.7180 | 0.7122 | 0.7133 |
| Chad                   | África                 | 0.5247 | 0.5381 | 0.5290 | 0.5417 | 0.5330 | 0.5334 | 0.5594 | 0.5588 | 0.5764 |
| Chile                  | América do Sul         | 0.6455 | 0.6482 | 0.6818 | 0.6884 | 0.7013 | 0.7030 | 0.6676 | 0.6670 | 0.6975 |
| China                  | Ásia                   | 0.6561 | 0.6643 | 0.6878 | 0.6907 | 0.6881 | 0.6866 | 0.6853 | 0.6908 | 0.6830 |
| Colômbia               | América do Sul         | 0.7049 | 0.7090 | 0.6944 | 0.6939 | 0.6927 | 0.6714 | 0.6901 | 0.7171 | 0.7122 |
| Costa Rica             | América do Norte       | 0.6936 | 0.7014 | 0.7111 | 0.7180 | 0.7194 | 0.7266 | 0.7225 | 0.7241 | 0.7165 |
| Costa do Marfim        | África                 | N/A    | N/A    | N/A    | N/A    | 0.5691 | 0.5773 | 0.5785 | 0.5814 | 0.5874 |
| Croácia                | Europa                 | 0.7145 | 0.7210 | 0.6967 | 0.6944 | 0.6939 | 0.7006 | 0.7053 | 0.7069 | 0.7075 |
| Cuba                   | América do Norte       | N/A    | 0.7169 | 0.7195 | 0.7176 | 0.7253 | 0.7394 | 0.7417 | 0.7540 | 0.7317 |
| Chipre                 | Europa e Oriente Médio | 0.6430 | 0.6522 | 0.6694 | 0.6706 | 0.6642 | 0.6567 | 0.6732 | 0.6801 | 0.6741 |
| República Checa        | Europa                 | 0.6712 | 0.6718 | 0.6770 | 0.6789 | 0.6850 | 0.6789 | 0.6767 | 0.6770 | 0.6737 |
| Dinamarca              | Europa                 | 0.7462 | 0.7519 | 0.7538 | 0.7628 | 0.7719 | 0.7778 | 0.7777 | 0.7779 | 0.8025 |
| República Dominicana   | América do Norte       | 0.6639 | 0.6705 | 0.6744 | 0.6859 | 0.6774 | 0.6682 | 0.6659 | 0.6867 | 0.6906 |
| Equador                | América do Sul         | 0.6433 | 0.6881 | 0.7091 | 0.7220 | 0.7072 | 0.7035 | 0.7206 | 0.7389 | 0.7455 |
| Egito                  | Oriente Médio e África | 0.5786 | 0.5809 | 0.5832 | 0.5862 | 0.5899 | 0.5933 | 0.5975 | 0.5935 | 0.6064 |
| El Salvador            | América do Norte       | 0.6837 | 0.6853 | 0.6875 | 0.6939 | 0.6596 | 0.6567 | 0.6630 | 0.6609 | 0.6863 |
| Estônia                | Europa                 | 0.6944 | 0.7008 | 0.7076 | 0.7094 | 0.7018 | 0.6983 | 0.6977 | 0.6997 | 0.7017 |
| Etiópia                | África                 | 0.5946 | 0.5991 | 0.5867 | 0.5948 | 0.6019 | 0.6136 | 0.6200 | 0.6198 | 0.6144 |
| Fiji                   | Oceania                | N/A    | N/A    | N/A    | 0.6414 | 0.6256 | 0.6255 | 0.6285 | 0.6286 | 0.6286 |
| Finlândia              | Europa                 | 0.7958 | 0.8044 | 0.8195 | 0.8252 | 0.8260 | 0.8383 | 0.8451 | 0.8421 | 0.8453 |
| França                 | Europa                 | 0.6520 | 0.6824 | 0.7341 | 0.7331 | 0.7025 | 0.7018 | 0.6984 | 0.7089 | 0.7588 |
| Gâmbia                 | África                 | 0.6448 | 0.6421 | 0.6622 | 0.6752 | 0.6762 | 0.6763 | 0.6630 | N/A    | N/A    |
| Geórgia                | Eurásia                | 0.6700 | 0.6665 | 0.6654 | 0.6680 | 0.6598 | 0.6624 | 0.6691 | 0.6750 | 0.6855 |
| Alemanha               | Europa                 | 0.7524 | 0.7618 | 0.7394 | 0.7449 | 0.7530 | 0.7590 | 0.7629 | 0.7583 | 0.7780 |
| Gana                   | África                 | 0.6653 | 0.6725 | 0.6679 | 0.6704 | 0.6782 | 0.6811 | 0.6778 | 0.6811 | 0.6661 |
| Grécia                 | Europa                 | 0.6540 | 0.6648 | 0.6727 | 0.6662 | 0.6908 | 0.6916 | 0.6716 | 0.6782 | 0.6784 |
| Guatemala              | América do Norte       | 0.6067 | 0.6144 | 0.6072 | 0.6209 | 0.6238 | 0.6229 | 0.6260 | 0.6304 | 0.6821 |
| Guiana                 | América do Sul         | N/A    | N/A    | N/A    | 0.7108 | 0.7090 | 0.7084 | 0.7119 | 0.7085 | 0.7010 |
| Honduras               | América do Norte       | 0.6483 | 0.6661 | 0.6960 | 0.6893 | 0.6927 | 0.6945 | 0.6763 | 0.6773 | 0.6935 |
| Hungria                | Europa                 | 0.6698 | 0.6731 | 0.6867 | 0.6879 | 0.6720 | 0.6642 | 0.6718 | 0.6742 | 0.6759 |
| Islândia               | Europa                 | 0.7813 | 0.7836 | 0.7999 | 0.8276 | 0.8496 | 0.8530 | 0.8640 | 0.8731 | 0.8594 |
| Índia                  | Ásia                   | 0.6011 | 0.5936 | 0.6060 | 0.6151 | 0.6155 | 0.6190 | 0.6442 | 0.6551 | 0.6455 |
| Indonésia              | Ásia                   | 0.6541 | 0.6550 | 0.6473 | 0.6580 | 0.6615 | 0.6594 | 0.6591 | 0.6613 | 0.6725 |
| Irã                    | Middle East            | 0.5803 | 0.5903 | 0.6021 | 0.5839 | 0.5933 | 0.5894 | 0.5927 | 0.5842 | 0.5811 |
| Irlanda                | Europa                 | 0.7335 | 0.7457 | 0.7518 | 0.7597 | 0.7773 | 0.7830 | 0.7839 | 0.7823 | 0.7850 |
| Israel                 | Oriente Médio          | 0.6889 | 0.6965 | 0.6900 | 0.7019 | 0.6957 | 0.6926 | 0.6989 | 0.7032 | 0.7005 |
| Itália                 | Europa                 | 0.6456 | 0.6498 | 0.6788 | 0.6798 | 0.6765 | 0.6796 | 0.6729 | 0.6885 | 0.6973 |
| Jamaica                | América do Norte       | 0.7014 | 0.6925 | 0.6980 | 0.7013 | 0.7037 | 0.7028 | 0.7035 | 0.7085 | 0.7128 |
| Japão                  | Ásia                   | 0.6447 | 0.6455 | 0.6434 | 0.6447 | 0.6524 | 0.6514 | 0.6530 | 0.6498 | 0.6584 |
| Jordânia               | Oriente Médio          | 0.6109 | 0.6203 | 0.6275 | 0.6182 | 0.6048 | 0.6117 | 0.6103 | 0.6093 | 0.5968 |
| Cazaquistão            | Ásia                   | 0.6928 | 0.6983 | 0.6976 | 0.7013 | 0.7055 | 0.7010 | 0.7213 | 0.7218 | 0.7210 |
| Quênia                 | África                 | 0.6486 | 0.6508 | 0.6547 | 0.6512 | 0.6499 | 0.6493 | 0.6768 | 0.6803 | 0.7258 |
| Coreia                 | Ásia                   | 0.6157 | 0.6409 | 0.6154 | 0.6146 | 0.6342 | 0.6281 | 0.6356 | 0.6351 | 0.6403 |
| Kuwait                 | Oriente Médio          | 0.6341 | 0.6409 | 0.6358 | 0.6356 | 0.6318 | 0.6322 | 0.6320 | 0.6292 | 0.6457 |
| Quirguistão            | Central Asia           | 0.6742 | 0.6653 | 0.7045 | 0.7058 | 0.6973 | 0.7036 | 0.7013 | 0.6948 | 0.6974 |
| Laos                   | Ásia                   | N/A    | N/A    | N/A    | N/A    | N/A    | N/A    | N/A    | 0.6993 | 0.7044 |
| Letônia                | Europa                 | 0.7091 | 0.7333 | 0.7397 | 0.7416 | 0.7429 | 0.7399 | 0.7572 | 0.7610 | 0.7691 |
| Líbia                  | Oriente Médio          | N/A    | N/A    | N/A    | N/A    | 0.6084 | 0.6083 | 0.6030 | 0.6028 | 0.5923 |
| Lesoto                 | África                 | 0.6807 | 0.7078 | 0.7320 | 0.7495 | 0.7678 | 0.7666 | 0.7608 | 0.7530 | 0.7255 |
| Lituânia               | Europa                 | 0.7077 | 0.7234 | 0.7222 | 0.7175 | 0.7132 | 0.7131 | 0.7191 | 0.7308 | 0.7208 |
| Luxemburgo             | Europa                 | 0.6671 | 0.6786 | 0.6802 | 0.6889 | 0.7231 | 0.7216 | 0.7439 | 0.7410 | 0.7333 |
| Macedônia              | Europa                 | 0.6983 | 0.6967 | 0.6914 | 0.6950 | 0.6996 | 0.6966 | 0.6968 | 0.7013 | 0.6943 |
| Madagascar             | África                 | 0.6385 | 0.6461 | 0.6736 | 0.6732 | 0.6713 | 0.6797 | 0.6982 | 0.7016 | 0.7214 |
| Malawi                 | África                 | 0.6437 | 0.6480 | 0.6664 | 0.6738 | 0.6824 | 0.6850 | 0.7166 | 0.7139 | 0.7281 |
| Malásia                | Ásia                   | 0.6509 | 0.6444 | 0.6442 | 0.6467 | 0.6479 | 0.6525 | 0.6539 | 0.6518 | 0.6520 |
| Maldivas               | Ásia                   | N/A    | 0.6350 | 0.6501 | 0.6482 | 0.6452 | 0.6480 | 0.6616 | 0.6604 | 0.6557 |
| Mali                   | África                 | 0.5996 | 0.6019 | 0.6117 | 0.5860 | 0.5680 | 0.5752 | 0.5842 | 0.5872 | 0.5779 |
| Malta                  | Europa                 | 0.6518 | 0.6615 | 0.6634 | 0.6635 | 0.6695 | 0.6658 | 0.6666 | 0.6761 | 0.6707 |
| Mauritânia             | África                 | 0.5835 | 0.6022 | 0.6117 | 0.6103 | 0.6152 | 0.6164 | 0.6129 | 0.5810 | 0.6029 |
| Maurícia               | África                 | 0.6328 | 0.6487 | 0.6466 | 0.6513 | 0.6520 | 0.6529 | 0.6547 | 0.6599 | 0.6541 |
| México                 | North America          | 0.6462 | 0.6441 | 0.6441 | 0.6503 | 0.6577 | 0.6604 | 0.6712 | 0.6917 | 0.6900 |
| Moldova                | Europa                 | 0.7128 | 0.7172 | 0.7244 | 0.7104 | 0.7160 | 0.7083 | 0.7101 | 0.7037 | 0.7405 |
| Mongólia               | Ásia                   | 0.6821 | 0.6731 | 0.7049 | 0.7221 | 0.7194 | 0.7140 | 0.7111 | 0.7204 | 0.7212 |
| Marrocos               | África                 | 0.5827 | 0.5676 | 0.5757 | 0.5926 | 0.5767 | 0.5804 | 0.5833 | 0.5845 | 0.5988 |
| Moçambique             | África                 | N/A    | 0.6883 | 0.7266 | 0.7195 | 0.7329 | 0.7251 | 0.7350 | 0.7349 | 0.7370 |
| Namíbia                | África                 | 0.6864 | 0.7012 | 0.7141 | 0.7167 | 0.7238 | 0.7177 | 0.7121 | 0.7094 | 0.7219 |
| Nepal                  | Ásia                   | 0.5478 | 0.5575 | 0.5942 | 0.6213 | 0.6084 | 0.5888 | 0.6026 | 0.6053 | 0.6458 |
| Países Baixos          | Europa                 | 0.7250 | 0.7383 | 0.7399 | 0.7490 | 0.7444 | 0.7470 | 0.7659 | 0.7608 | 0.7730 |
| Nova Zelândia          | Oceania                | 0.7509 | 0.7649 | 0.7859 | 0.7880 | 0.7808 | 0.7810 | 0.7805 | 0.7799 | 0.7772 |
| Nicarágua              | América do Norte       | 0.6566 | 0.6458 | 0.6747 | 0.7002 | 0.7176 | 0.7245 | 0.7697 | 0.7715 | 0.7894 |
| Nigéria                | África                 | 0.6104 | 0.6122 | 0.6339 | 0.6280 | 0.6055 | 0.6011 | 0.6315 | 0.6469 | 0.6391 |
| Noruega                | Europa                 | 0.7994 | 0.8059 | 0.8239 | 0.8227 | 0.8404 | 0.8404 | 0.8403 | 0.8417 | 0.8374 |
| Omã                    | Oriente Médio          | N/A    | 0.5903 | 0.5960 | 0.5938 | 0.5950 | 0.5873 | 0.5986 | 0.6053 | 0.6091 |
| Paquistão              | Ásia                   | 0.5434 | 0.5509 | 0.5549 | 0.5458 | 0.5465 | 0.5583 | 0.5478 | 0.5459 | 0.5522 |
| Panamá                 | América do Norte       | 0.6935 | 0.6954 | 0.7095 | 0.7024 | 0.7072 | 0.7042 | 0.7122 | 0.7164 | 0.7195 |
| Paraguai               | América do Sul         | 0.6556 | 0.6659 | 0.6379 | 0.6868 | 0.6804 | 0.6818 | 0.6714 | 0.6724 | 0.6890 |
| Peru                   | América do Sul         | 0.6619 | 0.6624 | 0.6959 | 0.7024 | 0.6895 | 0.6796 | 0.6742 | 0.6787 | 0.7198 |
| Filipinas              | Ásia                   | 0.7516 | 0.7629 | 0.7568 | 0.7579 | 0.7654 | 0.7685 | 0.7757 | 0.7832 | 0.7814 |
| Polônia                | Europa                 | 0.6802 | 0.6756 | 0.6951 | 0.6998 | 0.7037 | 0.7038 | 0.7015 | 0.7031 | 0.7051 |
| Portugal               | Europa                 | 0.6922 | 0.6959 | 0.7051 | 0.7013 | 0.7171 | 0.7144 | 0.7071 | 0.7056 | 0.7243 |
| Catar                  | Oriente Médio          | N/A    | 0.6041 | 0.5948 | 0.5907 | 0.6059 | 0.6230 | 0.6264 | 0.6299 | 0.6403 |
| Romênia                | Europa                 | 0.6797 | 0.6859 | 0.6763 | 0.6805 | 0.6826 | 0.6812 | 0.6859 | 0.6908 | 0.6936 |
| Rússia                 | Eurásia                | 0.6770 | 0.6866 | 0.6994 | 0.6987 | 0.7036 | 0.7037 | 0.6980 | 0.6983 | 0.6927 |
| Arábia Saudita         | Oriente Médio          | 0.5242 | 0.5647 | 0.5537 | 0.5651 | 0.5713 | 0.5753 | 0.5731 | 0.5879 | 0.6059 |
| Senegal                | África                 | N/A    | N/A    | N/A    | 0.6427 | 0.6414 | 0.6573 | 0.6657 | 0.6923 | 0.6912 |
| Sérvia                 | Europa                 | N/A    | N/A    | N/A    | N/A    | N/A    | N/A    | 0.7037 | 0.7116 | 0.7086 |
| Singapura              | Ásia                   | 0.6550 | 0.6609 | 0.6625 | 0.6664 | 0.6914 | 0.6914 | 0.6989 | 0.7000 | 0.7046 |
| Eslováquia             | Europa                 | 0.6757 | 0.6797 | 0.6824 | 0.6845 | 0.6778 | 0.6797 | 0.6824 | 0.6857 | 0.6806 |
| Eslovênia              | Europa                 | 0.6745 | 0.6842 | 0.6937 | 0.6982 | 0.7047 | 0.7041 | 0.7132 | 0.7155 | 0.7443 |
| África do Sul          | África                 | 0.7125 | 0.7194 | 0.7232 | 0.7709 | 0.7535 | 0.7478 | 0.7496 | 0.7510 | 0.7527 |
| Espanha                | Europa                 | 0.7319 | 0.7444 | 0.7281 | 0.7345 | 0.7554 | 0.7580 | 0.7266 | 0.7266 | 0.7325 |
| Sri Lanka              | Ásia                   | 0.7199 | 0.7230 | 0.7371 | 0.7402 | 0.7458 | 0.7212 | 0.7122 | 0.7019 | 0.6903 |
| Suriname               | América do Sul         | N/A    | 0.6794 | 0.6674 | 0.6726 | 0.6407 | 0.6395 | 0.6409 | 0.6369 | 0.6504 |
| Suécia                 | Europa                 | 0.8133 | 0.8146 | 0.8139 | 0.8139 | 0.8024 | 0.8044 | 0.8159 | 0.8129 | 0.8165 |
| Suíça                  | Europa                 | 0.6997 | 0.6924 | 0.7360 | 0.7426 | 0.7562 | 0.7627 | 0.7672 | 0.7736 | 0.7798 |
| Síria                  | Oriente Médio          | N/A    | 0.6216 | 0.6181 | 0.6072 | 0.5926 | 0.5896 | 0.5626 | 0.5661 | 0.5775 |
| Tajiquistão            | Ásia                   | N/A    | 0.6578 | 0.6541 | 0.6661 | 0.6598 | 0.6526 | 0.6608 | 0.6682 | 0.6654 |
| Tanzânia               | África                 | 0.7038 | 0.6969 | 0.7068 | 0.6797 | 0.6829 | 0.6904 | 0.7091 | 0.6928 | 0.7182 |
| Tailândia              | Ásia                   | 0.6831 | 0.6815 | 0.6917 | 0.6907 | 0.6910 | 0.6892 | 0.6893 | 0.6928 | 0.7027 |
| Timor-Leste            | Ásia                   | N/A    | N/A    | N/A    | N/A    | N/A    | N/A    | 0.6855 | N/A    | N/A    |
| Trindade e Tobago      | América do Norte       | 0.6797 | 0.6859 | 0.7245 | 0.7298 | 0.7353 | 0.7372 | 0.7116 | 0.7166 | 0.7154 |
| Tunísia                | África                 | 0.6288 | 0.6283 | 0.6295 | 0.6233 | 0.6266 | 0.6255 | N/A    | N/A    | 0.6272 |
| Turquia                | Oriente Médio e Europa | 0.5850 | 0.5768 | 0.5853 | 0.5828 | 0.5876 | 0.5954 | 0.6015 | 0.6081 | 0.6183 |
| Uganda                 | África                 | 0.6797 | 0.6833 | 0.6981 | 0.7067 | 0.7169 | 0.7220 | 0.7228 | 0.7086 | 0.6821 |
| Ucrânia                | Europa                 | 0.6797 | 0.6790 | 0.6856 | 0.6896 | 0.6869 | 0.6861 | 0.6894 | 0.6935 | 0.7056 |
| Emirados Árabes Unidos | Oriente Médio          | 0.5919 | 0.6184 | 0.6220 | 0.6198 | 0.6397 | 0.6454 | 0.6392 | 0.6372 | 0.6436 |
| Reino Unido            | Europa                 | 0.7365 | 0.7441 | 0.7366 | 0.7402 | 0.7460 | 0.7462 | 0.7433 | 0.7440 | 0.7383 |
| Estados Unidos         | América do Norte       | 0.7042 | 0.7002 | 0.7179 | 0.7173 | 0.7411 | 0.7412 | 0.7373 | 0.7392 | 0.7463 |
| Uruguai                | América do Sul         | 0.6549 | 0.6608 | 0.6907 | 0.6936 | 0.6897 | 0.6907 | 0.6745 | 0.6803 | 0.6871 |
| Venezuela              | América do Sul         | 0.6664 | 0.6797 | 0.6875 | 0.6839 | 0.6863 | 0.6861 | 0.7060 | 0.7060 | 0.6851 |
| Vietnam                | Ásia                   | N/A    | 0.6889 | 0.6778 | 0.6802 | 0.6776 | 0.6732 | 0.6867 | 0.6863 | 0.6915 |
| Iêmen                  | Oriente Médio          | 0.4595 | 0.4510 | 0.4664 | 0.4609 | 0.4603 | 0.4873 | 0.5054 | 0.5128 | 0.5145 |
| Zâmbia                 | África                 | 0.6360 | 0.6288 | 0.6205 | 0.6310 | 0.6293 | 0.6300 | 0.6279 | 0.6312 | 0.6364 |
| Zimbábue               | África                 | 0.6461 | 0.6464 | 0.6485 | 0.6518 | 0.6574 | 0.6607 | N/A    | N/A    | 0.7013 |